# Хайминг (Тироль)
Хайминг (нем. Haiming) — коммуна в Австрии, в федеральной земле Тироль.
Входит в состав округа Имст. Население составляет 4018 человек (на 31 декабря 2005 года). Занимает площадь 40,2 км². Официальный код — 7 02 02.

## Политическая ситуация
Бургомистр коммуны — Йозеф Лайтнер (АНП) по результатам выборов 2004 года.
Совет представителей коммуны (нем. Gemeinderat) состоит из 15 мест.
- местный блок: 6 мест.
- СДПА занимает 2 места.
- местный список: 2 места.
- местный блок: 2 места.
- местный блок: 2 места.
- местный блок: 1 место.